# Wikipédia en mingrélien
Wikipédia en mingrélien (en mingrélien : მარგალური ვიკიპედია [Margaluri vik’ip’edia]) est l’édition de Wikipédia en mingrélien, langue kartvélienne parlée en Géorgie. L'édition est lancée le 12 juillet 2011,,,. Son code est : xmf.
Au 21 mars 2025, l'édition en mingrélien contient 21 752 articles et compte 21 079 contributeurs, dont 28 contributeurs actifs et 4 administrateurs.

## Présentation

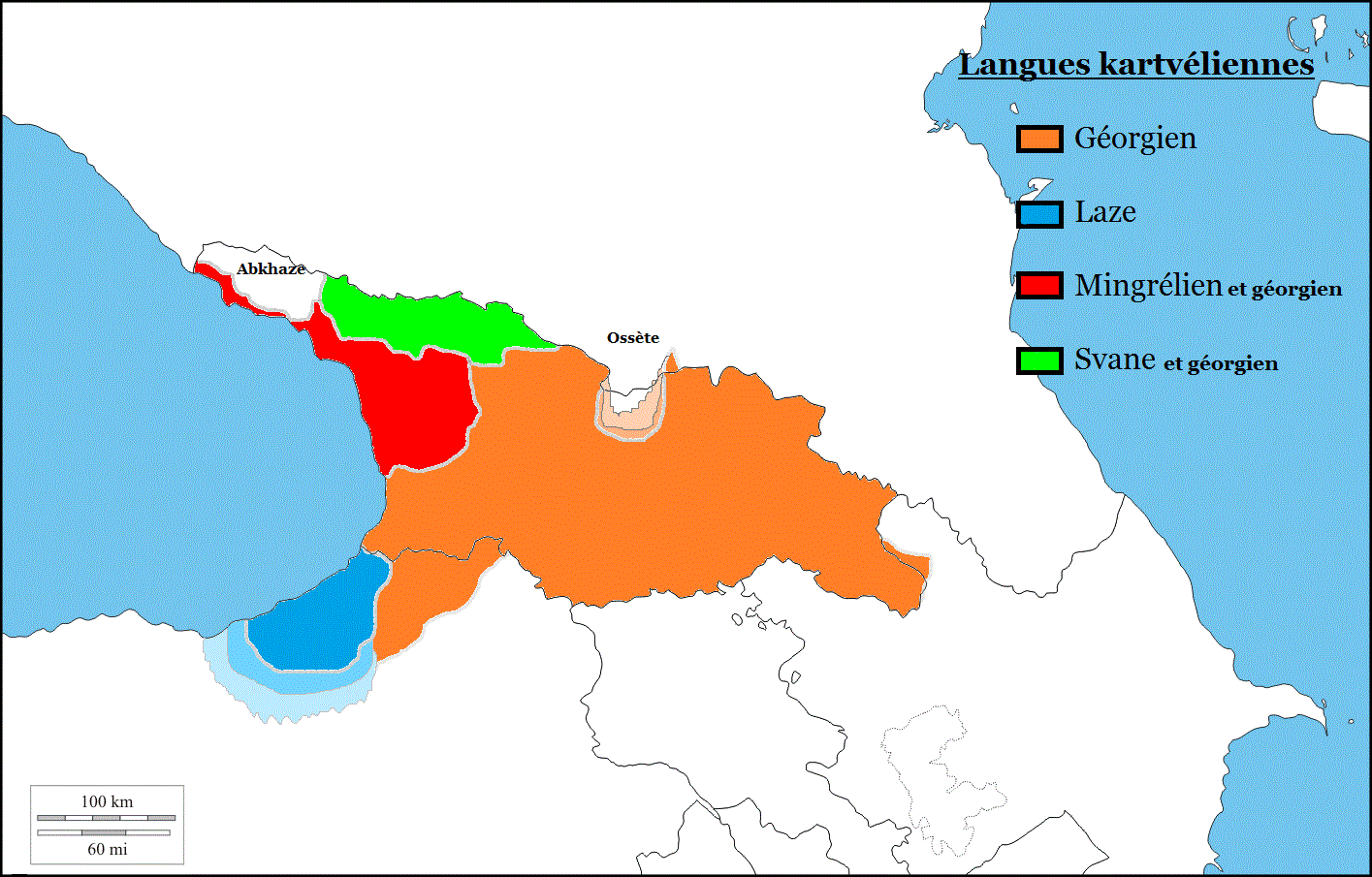
Aire de diffusion du mingrélien au sein des langues kartvéliennes.

## Statistiques
- Le 10 mars 2015, l'édition en mingrélien compte 4 936 articles et 5 547 utilisateurs enregistrés[5], ce qui en fait la 155e[6] édition linguistique de Wikipédia par le nombre d'articles et la 213e[7] par le nombre d'utilisateurs enregistrés, parmi les 287 éditions linguistiques actives.
- Le 17 octobre 2022, elle contient 19 728 articles et compte 17 342 contributeurs, dont 32 contributeurs actifs et 3 administrateurs.
- Le 30 septembre 2024, elle contient 21 500 articles et compte 20 431 contributeurs, dont 32 contributeurs actifs et 4 administrateurs.